# サトウキビ
サトウキビ（砂糖黍、甘蔗、学名：Saccharum officinarum）は、イネ科サトウキビ属の植物。砂糖の原料になる。可食部となる茎は中身の詰まった竹のような見た目である。

## 概要

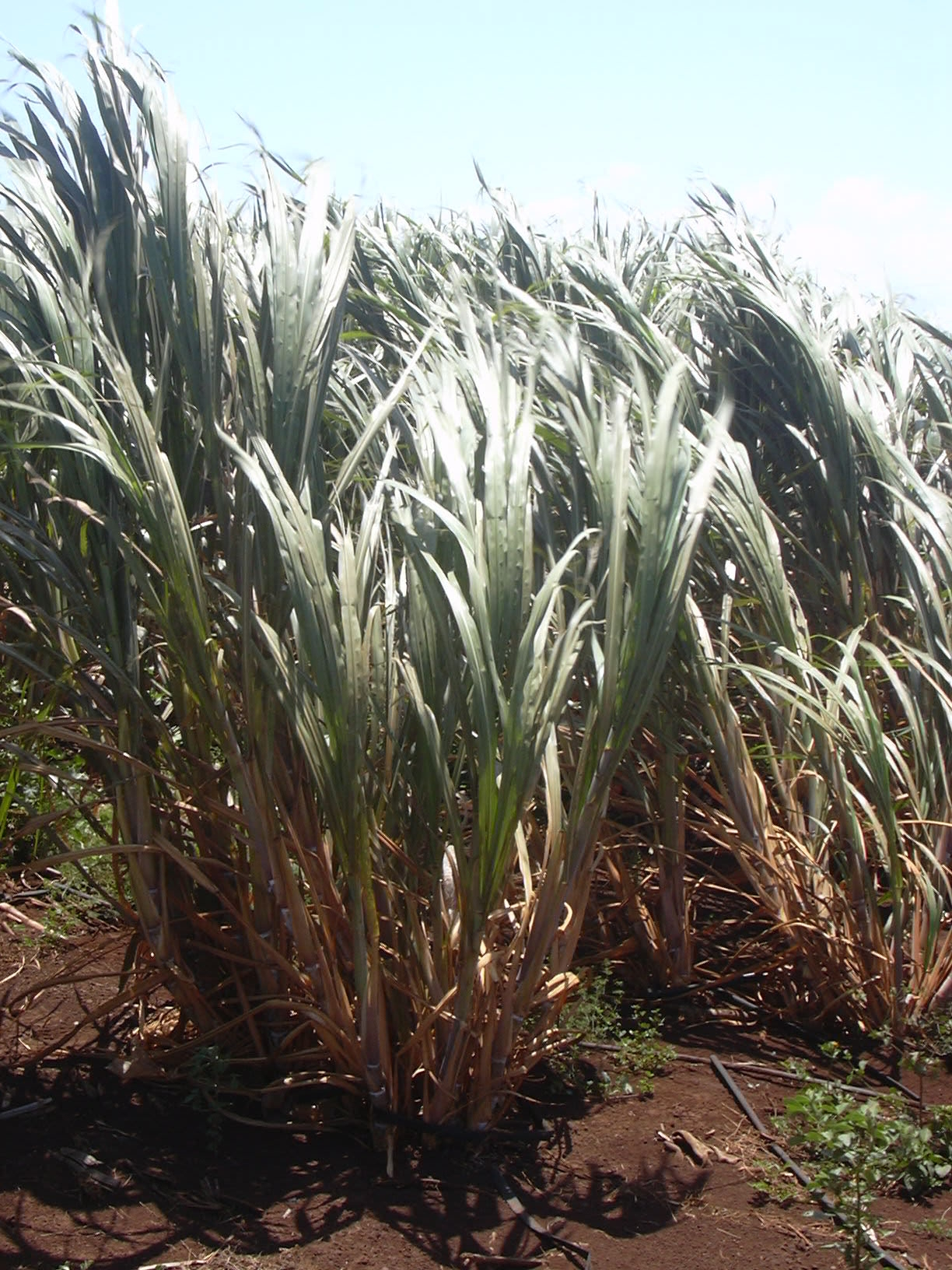
サトウキビ

日本語の別名は甘蔗（かんしゃ、かんしょ）である。ただし、「かんしょ」は「甘藷」（サツマイモ）と同じ読みであり、サトウキビの産地とサツマイモの産地が重複していることもあって、紛らわしいためあまり使われない。中国語では甘蔗（拼音: gānzhè ガンジョー）と呼ぶ。
サトウキビから取れる蔗糖（スクロース）を甘蔗糖 (cane sugar) と呼ぶ。
種子島では おうぎ、奄美群島の徳之島では うぎ、沖縄方言では ウージ と呼ばれている。これらはオギ（荻）が訛ったものであるが、オギはイネ科ススキ属であり属が異なる植物である。産地では新聞の見出しなどでは、単に「キビ」と書かれることもある（同音のイネ科穀物については「キビ」参照）。
学名「Saccharum officinarum」は「薬局の砂糖」を意味する。製糖が伝播し栽培が行われていた、カナリア諸島（大西洋上のスペイン領）などの15世紀のヨーロッパで、薬局が砂糖を甘味料や薬として扱っていたことに由来する。

## 特徴
テンサイと並んで砂糖（蔗糖）の原料となる農作物である。栽培種の起源はニューギニア島とその近くの島々と言われ、世界各地の熱帯、亜熱帯地域で広く栽培される。
茎は竹のように木化し、節がある。茎の節間の内部は竹とは異なり空洞ではなく、糖分を含んだ髄となっている。茎は高さ3 mにもなる。葉はトウモロコシのように幅広い線形である。秋には茎の先端からススキのような穂を出す。

## 産地・栽培
かつてはサトウキビ発祥の地は、現在のニューギニア島あたりで、紀元前6000年前後に現在のインド、さらに東南アジアに広まったといわれている。また、インドを原産とする文献もある。古代サンスクリット語による古文書の記載から、砂糖の精製は北インドが発祥ではないかとされている。
2002年時点の世界生産量は12億9000万トンという膨大な量に及び、世界の農作物で最も多い（小麦は同年5億7000万トン）。ブラジル (28.0%)、インド (21.7%)、中国 (6.4%) の順であるが、地域別に集計するとアジア州 (43.5%)、南アメリカ州、北アメリカ州の順となる。
サトウキビはC4型光合成と呼ばれるタイプの光合成を行う植物であり、栽培には十分な日照と、豊富な水源が必要である。

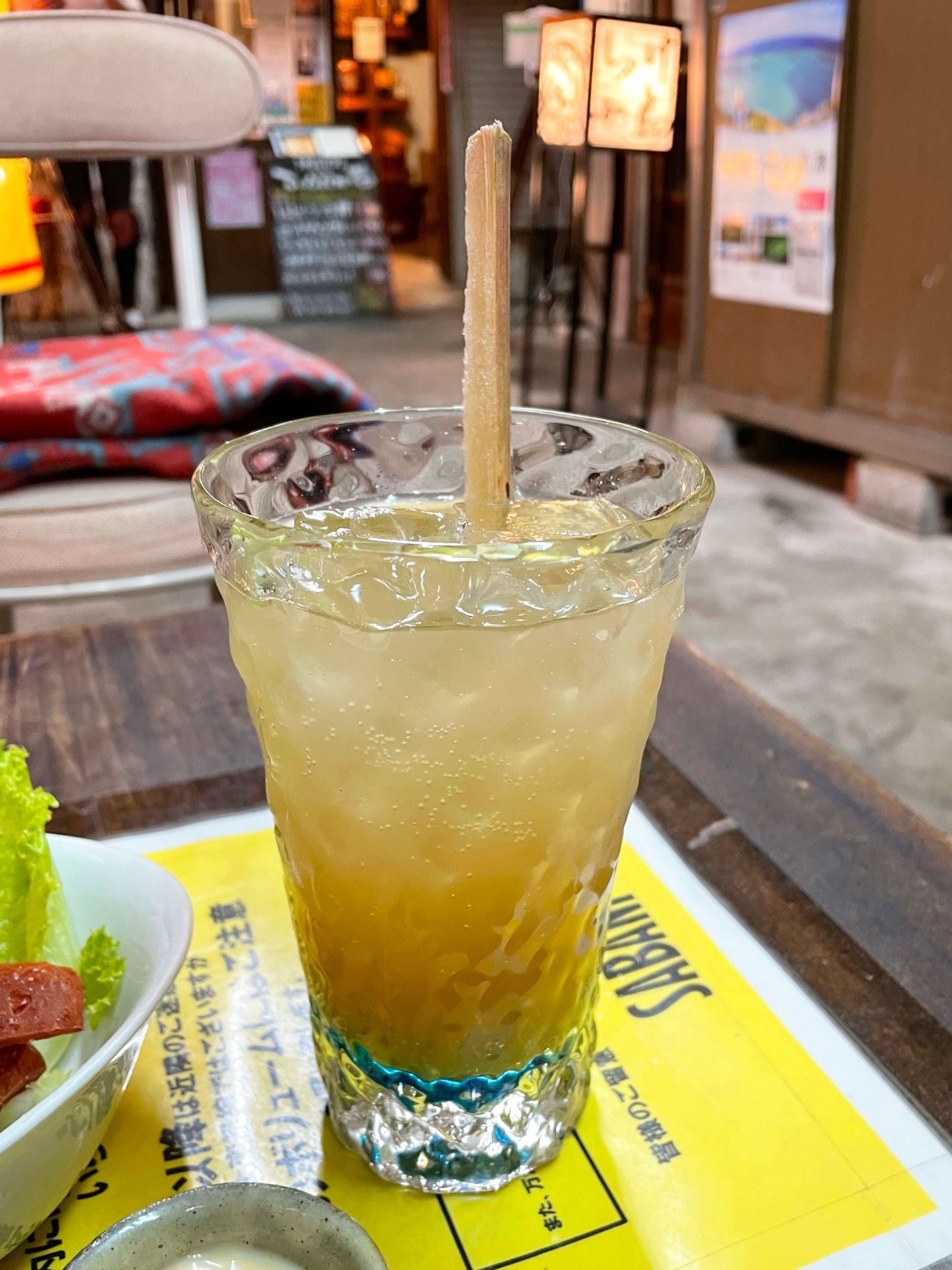
沖縄居酒屋のさとうきびサワー。マドラーは凍結して硬くしたサトウキビである

日本での栽培地域は、南西諸島が特に多く沖縄県と奄美群島（鹿児島県）が大部分を占める。近代史の中では、薩摩藩の蓄財を南西諸島の島々のサトウキビが支えてきたとされる。その歴史から「維新を適えた」との評価も、沖縄・奄美諸島への厳しい支配・徴税との評価もともに見る必要がある。黒砂糖#歴史の「黒糖地獄」を参照。
また、大隅諸島などの南九州、四国地方の高知県（黒潮町など）や愛媛県（四国中央市など）でも広く栽培されている。香川県（東かがわ市など）や徳島県（上板町など）では、和三盆という砂糖の原料として竹糖（ちくとう、たけとう）と呼ばれる茎が細いサトウキビが栽培されている。現在の日本国内におけるサトウキビの商業栽培の最北限は、四国から伝播した本州の遠州横須賀地区（静岡県掛川市南西部）とみられるが、昭和30年代までは南房総地域でサトウキビが栽培されていた歴史がある。ここで生産される砂糖は「横須賀白」と称され、第二次世界大戦後に衰退したが、1989年から復活され、年20トン程度つくられている。江戸時代、横須賀藩の武士が身分を隠して四国へ渡り、秘密扱いされていた製糖技術と苗を持ち帰ったのが起源と伝承されている。
ただし、竹糖はシネンセ種 (S. sinense) の為、一般的なオフィシナルム種 (S. officinarum) を使って和三盆と同じ製法で砂糖を製造しても同じ味にはならない。
九州・四国等の温帯地域で栽培されるサトウキビは、製糖の歩留まりが低い為、農研機構は早生系のサトウキビの品種改良を行って、2011年（平成23年）10月31日に本土向けサトウキビ育成品種として「黒海道（くろかいどう）」を発表している（品種登録出願番号:第25823号）。
作型は春に植えてその年の冬に収穫する春植え栽培と、夏に植えて翌年の冬に収穫する夏植え栽培、そして収穫後の地下株から再び出る芽から栽培し収穫する株出し栽培がある。海外では植え付けを行うと、刈り入れまでほとんど人手が入らないが、日本国内では植付けから収穫までの間は、雑草防除や発根を促進し地上部の倒伏を防ぎ養水分の吸収を盛んにする為、1～2回培土を行う。収穫の際は、まず斧に似た農具で生え際で切り倒し、別人が鎌を用いて茎に巻き付いている枯れ葉を除去し先端部分を切り離す（先端部分は苗として利用する）。茎は適当に集めて置いておき、作業の終わり頃に搬送に適した量に結わえ付けて運搬車に載せる。そこまではほとんど人力で行われる。台湾・キューバ・ブラジルなど規模の大きい外国の生産地では専用の大型収穫機が使われるが、日本でも小型の収穫機械による収穫が広まっている。

## 生産量
2014年における国別の生産量は以下の通りである。
| 国名           | 単位：万t |
| -------------- | --------- |
| ブラジル       | 73,611    |
| インド         | 35,214    |
| 中華人民共和国 | 12,561    |
| タイ           | 10,370    |
| パキスタン     | 6,283     |
| メキシコ       | 5,667     |
| コロンビア     | 3,651     |
| オーストラリア | 3,052     |
| インドネシア   | 2,860     |
| アメリカ合衆国 | 2,760     |
| 世界の総生産量 | 188,425   |

## 利用
茎の髄を生食したり、搾った汁を製糖その他食品化学工業や工業用エタノール製造の原料とするなど多様な利用方法がある。沖縄県などで作られる黒糖のほか、四国地方で作られる白下糖と呼ばれる粗糖や、それを精製した上質の砂糖（和三盆）の原料もサトウキビである。
21世紀初頭の原油価格高騰時は、燃料用バイオマスエタノールの需要急増で、砂糖も高騰傾向にあった。

### 食用
生産地では茎の髄をそのまま噛んで食べたり、機械で汁を搾って飲んだりする（サトウキビジュース）。食べる時は外側の硬い皮を歯で剥き、中の白く糖分に富んだ部分（髄）を咬んで汁を啜り、カスを吐き出す。
汁を搾って飲む場合は、同様に皮を剥いたあと手動や電動の搾汁機に差し込んで汁を搾る。搾ったままの汁はやや青臭いが、冷やしたりレモン汁やクエン酸を加えたりすると、より美味しくなる。東南アジアからインドにかけてのメジャーな清涼飲料である。
ベトナム料理などでは、茎の皮を剥いた髄に、エビなどの練り物を付けて揚げたり焼いたりした料理がある。
中国の四川料理には、サトウキビの髄を細く切り、魚などと共に辛い汁で煮る料理がある。

### 燃料などへの加工
砂糖やラム製造時にサトウキビの絞りかす（バガス）が濃縮・蒸留の燃料としても利用されてきたが、廃糖蜜や搾りかすを原料にバイオ燃料開発も行われている。サトウキビを絞った汁から砂糖を取除いた液体は「廃糖蜜」（モラセス）と呼ばれ、これを発酵させていわゆるバイオマスエタノールを取り出し、自動車燃料の一部として使う研究が行われている。
また廃糖蜜を原料に発酵させてグルタミン酸ナトリウムなどのアミノ酸を生産している。そのグルタミン酸を使いやすいように粉状にしたものが「味の素」等に代表されるうまみ調味料である。
ブラジルでは1980年代から自動車燃料等のアルコールへの転換が政府主導で進められており、燃料用のサトウキビを政府が一定価格で買い上げるため、それまで栽培されなかった地方でも栽培が増えている（ポルトガル語版の表を参照）。
日本でもバイオマスの一つとして、アサヒビールが研究を行い、品種改良された「モンスターケーン」と呼ばれる分蘖（ぶんげつ）数が多く従来の2倍の収穫量があるとされているサトウキビの栽培が行われ、小規模のアルコール製造工場を沖縄に建設し、試験生産と自動車への試験運用を行っている。
現在の日本では法令上、自動車燃料での利用はガソリンに3%という混合が限界であり、それ以上の混合率やアルコール単体の自動車での利用が認められていないが、宮古島市、伊江村においてバイオマス燃料に対する実証実験が行われており、この実験結果次第で自動車用燃料におけるアルコール比率の規制緩和が期待される。

### 酒類原料
絞り汁や廃糖蜜が蒸留酒の原料として用いられる。世界的にはカリブ海周辺諸国発祥のラム酒が著名であり、原料を糖蜜とする蒸留酒をラム酒と総称することもある。他にはブラジルのカシャッサ（ピンガ）、タイのタイ・ウイスキー、日本の黒糖焼酎（奄美群島限定生産）や焼酎甲類の原料として用いられる。フィリピンでは、醸造酒のバシの原料として用いられる。ケニアでは絞り汁をソーセージノキの実と共に発酵させて造るムラチナ（Muratina）が知られている（参照: ソーセージノキ#アルコール飲料製造への利用）。

### 搾りかすの利用
サトウキビの絞りかすをバガス（英語: bagasse）という。製糖、蒸留の燃料にされる他、バガスからは、製紙用パルプ、フルフラールの製造原料としての工業利用がなされているほか、蝋（サトウキビロウ）を採ることができ、オクタコサノールの分離も行われている。キクラゲ類の栽培用培地の原料として使用する場合も有る。

## 関連作品
- 『さとうきび畑』（歌：森山良子、作詞・作曲：寺島尚彦）
- 『さとうきび畑の唄』（TBSドラマ、脚本：遊川和彦、プロデューサー：八木康夫、演出：福澤克雄、出演：明石家さんまなど）
- 『島唄』（歌：THE BOOM、作詞・作曲：宮沢和史） - 歌詞の中にウージ（沖縄方言でのサトウキビ）が出てくる。
- 『ウージの唄』（歌：かりゆし58、作詞・作曲：前川慎吾）
- 『深呼吸の必要』（映画）